# Yunling (sockenhuvudort i Kina, Yunnan Sheng, lat 28,29, long 98,97)
Yunling (kinesiska: 云岭) är en sockenhuvudort i Kina. Den ligger i provinsen Yunnan, i den sydvästra delen av landet, omkring 510 kilometer nordväst om provinshuvudstaden Kunming. Antalet invånare är 6 851. Befolkningen består av 2 912 kvinnor och 3 939 män. Barn under 15 år utgör 14,0 %, vuxna 15-64 år 78 %, och äldre över 65 år 6,0 %.
Runt Yunling är det mycket glesbefolkat, med 7 invånare per kvadratkilometer. Det finns inga andra samhällen i närheten. Trakten runt Yunling består i huvudsak av gräsmarker.
Genomsnittlig årsnederbörd är 658 millimeter. Den regnigaste månaden är juli, med i genomsnitt 227 mm nederbörd, och den torraste är november, med 1 mm nederbörd.